# Hahn (Texas)
Hahn in Texas ist eine Wüstung in den Vereinigten Staaten.
Hahn wurde im Jahr 1897 im Wharton County von amerikanischen Siedlern gegründet.
Der Ort liegt an der Kreuzung der FM 2546 Farm-to-Market Road 2546 und der FM 1160.
Westlich von Hahn befindet sich der Pinoak Creek.
Östlich von Hahn befinden sich der Hahn Cemetery (Friedhof), der Rodgers Roost Airport und der El Campo Airpark.
Der nächstgelegene Eisenbahnanschluss befindet sich in El Campo.
Der nächstgelegene Internationale Flughafen ist der George Bush Intercontinental Airport in Houston.
Heute besteht der Ort nur noch aus einzelnen verstreut liegenden Farmen und dem Friedhof.

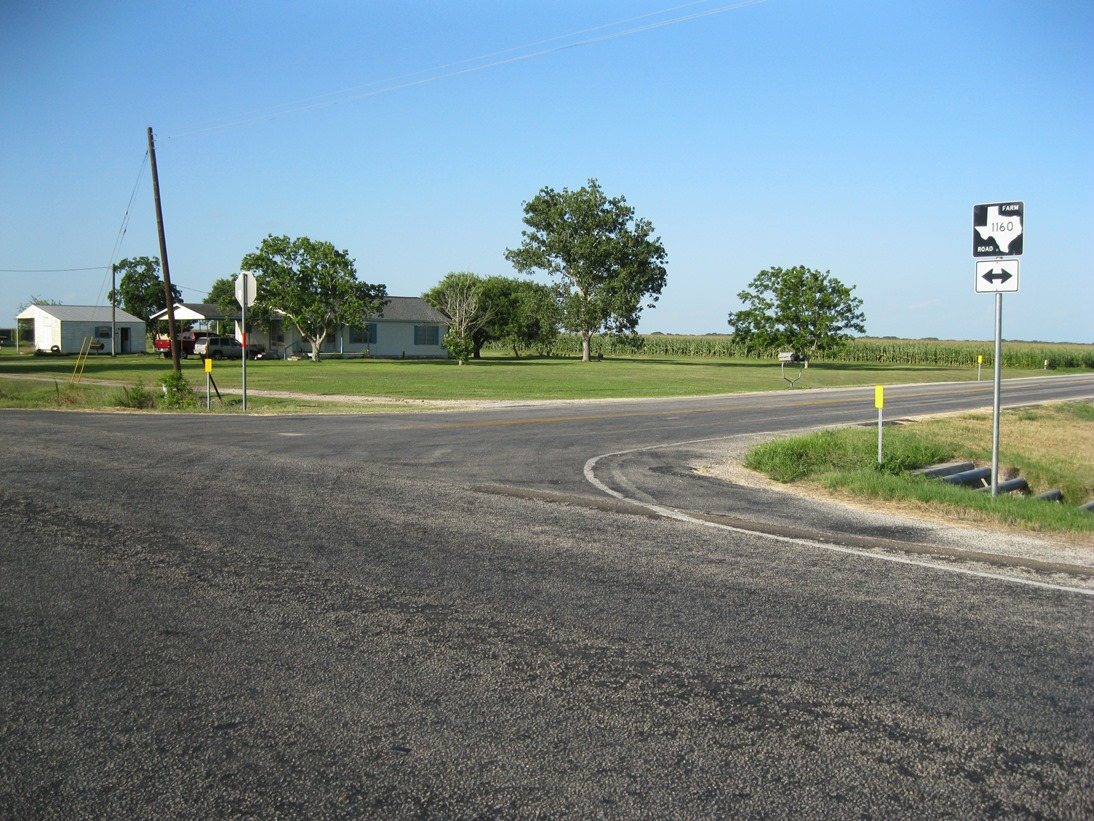
Hahn (2013)
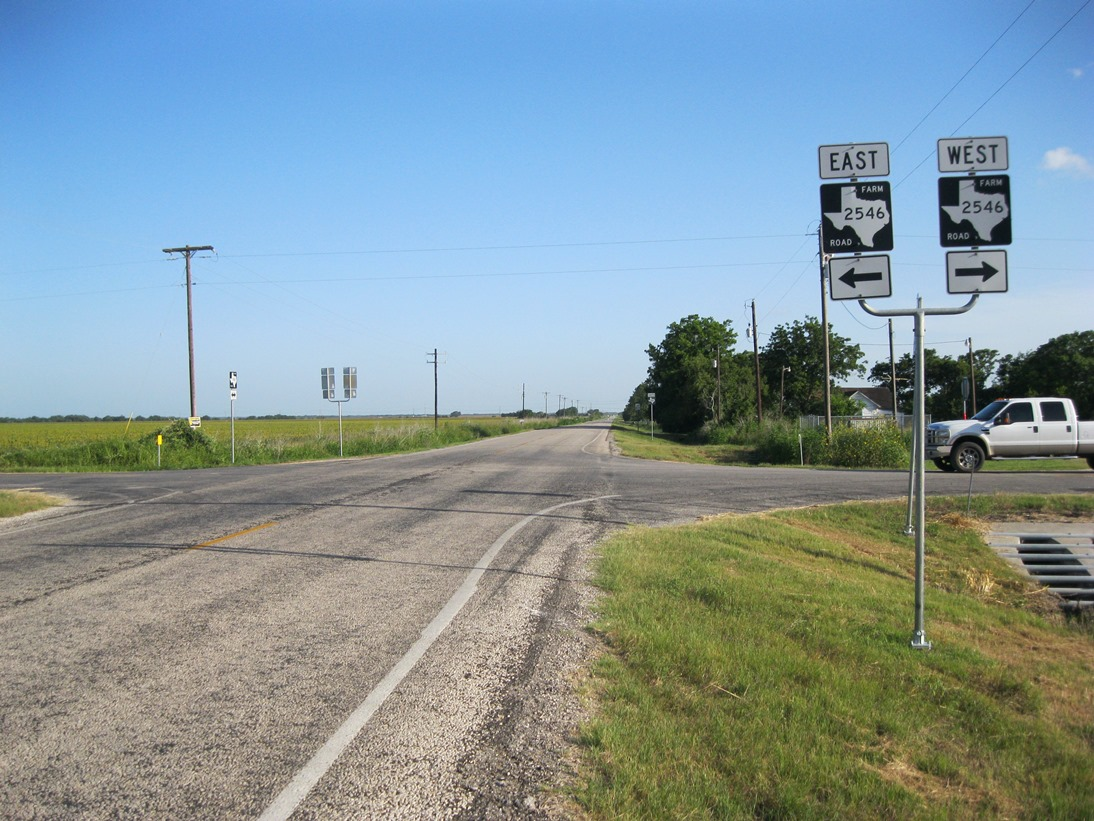
Hahn (2013)
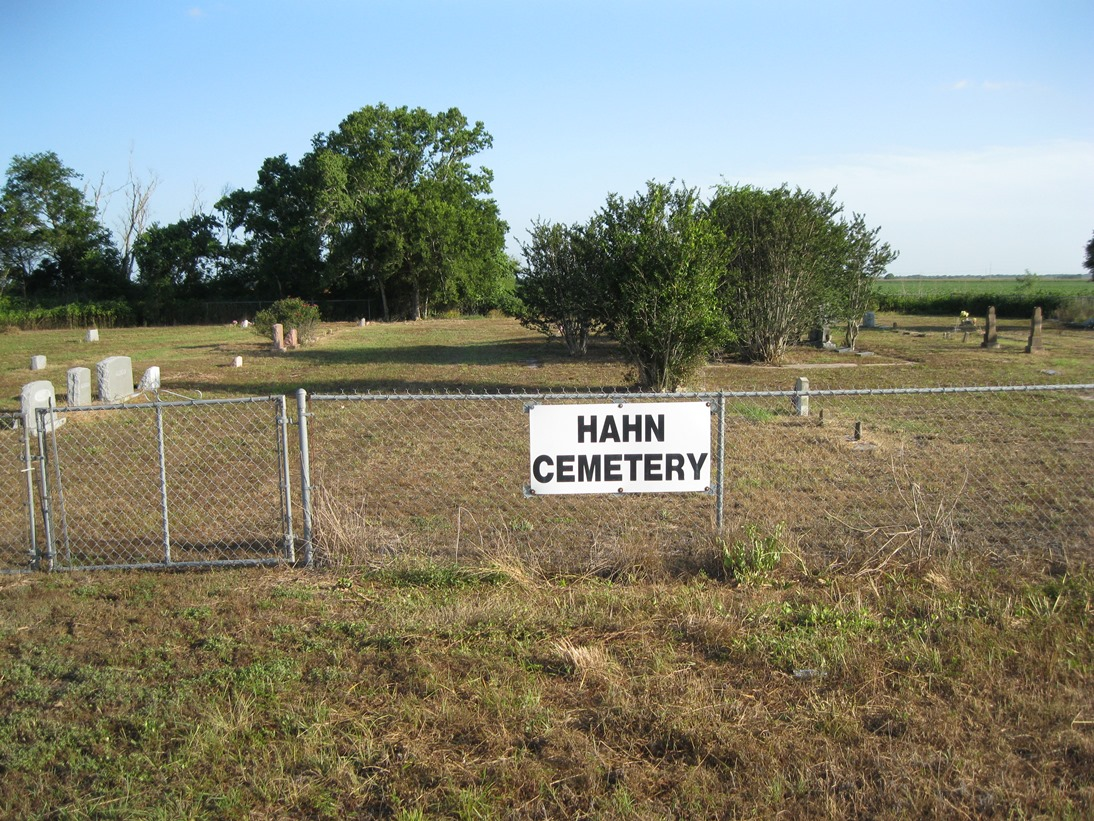
Hahn Cemetery (2013)